# Поновљени закони
Поновљени закони (на хебрејском се назива Elleh haddebarim – «Ево речи») је пета књига Светог писма Старог завета и пета књига Петокњижја. Назива се још и Пета књига Мојсијева, пошто је традиција приписивала ауторство Мојсију. 
Ова књига представља понављање закона изнетих у преходним књигама Петокњижја, као и сажет приказ догађаја од изласка из Египта надаље. 
Неки од закона и прописа који су изнети раније у Петокњижју овде су поновљени али и делимично промењени и усавршени. Књига се завршава Мојсијевом смрћу и постављањем Исуса сина Навиновог за вођу Израелаца који ће их увести у Обећану земљу.